# One Way
One Way foi uma banda americana de R&B e funk muito popular no final dos anos 1970 e na maior parte dos anos 1980, liderada pelo cantor Al Hudson. A gravação de maior sucesso do grupo foi "Cutie Pie", que alcançou o número 4 na parada Soul Singles e número 61 na pop chart da revista Billboard em 1982.

## Al Hudson and the (Soul) Partners
O vocalista de Detroit Al Hudson, o guitarrista Dave Roberson e o baixista Kevin McCord fundaram o Al Hudson and the Soul Partners em meados dos anos 1970. Outros membros da banda incluíam os tecladistas Jack Hall e Jonathan “Corky” Meadows, os bateristas Theodore Dudley e Gregory Greene e o guitarrista Cortez Harris.
Gravaram diversos singles pela Atco Records antes de se mudarem para a ABC Records e finalizar seu disco de estreia Especially for You em  1977. Gravaram seu segundo álbum Cherish naquele mesmo ano e lançaram um terceiro álbum Spreading Love em 1978. Na época a ABC Records estava em processo de ser adquirida pela MCA Records e a vocalista Alicia Myers se juntou ao grupo. Eles lançaram o álbum Happy Feet como Al Hudson and the Partners em 1979 que contém o sucesso R&B "You Can Do It" que foi escrito por Myers. O single também atingiu o número 10 da parada Billboard’s Disco Action Top 80 Chart em junho de 1979, bem como número 15 na UK.

## One Way
Quando a banda se mudou para a gravadora MCA, eles subsequentemente mudaram o nome para One Way featuring Al Hudson. O próximo álbum foi simplesmente chamado de One Way Featuring Al Hudson e também foi lançado em 1979. O álbum incluía a versão 12" de "You Can Do It". Seu álbum de 1980 foi também chamado, de maneira confusa, de "One Way Featuring Al Hudson". Por volta de 1981 a banda era simplesmente chamada de One Way. Em 1981 a vocalista Alicia Myers deixou a banda em busca de uma carreira solo. Ela foi substituída por Candyce Edwards, que foi a vocalista feminina do grupo de 1981 até 1985. A estreia de Edward foi no álbum Fancy Dancer e ela permaneceu com o grupo na maior parte de seus sucessos.
O grupo ficou na MCA de 1979 até 1988. Conseguiram cinco sucessos no Top 10 da parada americana R&B, sendo o maior deles "Cutie Pie", que alcançou o número quatro em 1982.
Tiveram dois sucessos menores na parada UK Singles Chart com "Music" (1979) e "Let's Talk" (1985).
Se mudaram para a Capitol Records em 1988, onde lançaram seu álbum final, A New Beginning, mais tarde naquele mesmo ano. Nesta época, apenas Hudson, Roberson e Meadows permaneceram da formação original.

## Discografia

### Singles

#### Al Hudson & The Soul Partners
| Ano  | Single                                   | Posição nas paradas | Posição nas paradas | Posição nas paradas |
| Ano  | Single                                   | US Pop              | US R&B              | UK                  |
| ---- | ---------------------------------------- | ------------------- | ------------------- | ------------------- |
| 1976 | "I Got A Notion"                         | -                   | 64                  | -                   |
| 1977 | "Why Must We Say Goodbye"                | -                   | 83                  | -                   |
| 1977 | "If You Feel Like Dancin'"               | -                   | 78                  | -                   |
| 1978 | "Spread Love"                            | -                   | 75                  | -                   |
| 1978 | "How Do You Do"                          | -                   | 51                  | -                   |
| 1979 | "You Can Do It" Al Hudson & The Partners | 101                 | 52                  | 15                  |

#### One Way
| Ano  | Single                                | Posição nas paradas | Posição nas paradas | Posição nas paradas |
| Ano  | Single                                | US Pop              | US R&B              | UK                  |
| ---- | ------------------------------------- | ------------------- | ------------------- | ------------------- |
| 1980 | "Music"                               | -                   | 36                  | 56                  |
| 1980 | "Do Your Thang"                       | -                   | 36                  | -                   |
| 1980 | "Pop It"                              | -                   | 20                  | -                   |
| 1980 | "Something In The Past"               | -                   | 76                  | -                   |
| 1981 | "My Lady"                             | -                   | 52                  | -                   |
| 1981 | "Push"                                | -                   | 12                  | -                   |
| 1981 | "Pull Fancy Dancer Pull - Part 1"     | -                   | 12                  | -                   |
| 1982 | "Who's Foolin' Who"                   | -                   | 34                  | -                   |
| 1982 | "Cutie Pie"                           | 61                  | 4                   | -                   |
| 1982 | "Runnin' Away"                        | -                   | 83                  | -                   |
| 1982 | "Wild Night"                          | -                   | 36                  | -                   |
| 1983 | "Can I"                               | -                   | 43                  | -                   |
| 1983 | "Shine On Me"                         | -                   | 24                  | -                   |
| 1983 | "Let's Get Together"                  | -                   | 44                  | -                   |
| 1984 | "Lady You Are"                        | -                   | 5                   | -                   |
| 1984 | "Mr. Groove"                          | -                   | 8                   | -                   |
| 1984 | "Don't Stop"                          | -                   | 51                  | -                   |
| 1985 | "Serving It"                          | -                   | 66                  | -                   |
| 1985 | "Let's Talk"                          | -                   | -                   | 64                  |
| 1985 | "More Than Friends, Less Than Lovers" | -                   | 52                  | -                   |
| 1986 | "Don't Think About It"                | -                   | 5                   | -                   |
| 1987 | "You Better Quit"                     | -                   | 6                   | -                   |
| 1987 | "Whammy"                              | -                   | 25                  | -                   |
| 1988 | "Driving Me Crazy"                    | -                   | 75                  | -                   |

### Álbuns

#### Al Hudson And The Soul Partners
- 1976: Especially For You
- 1977: Cherish
- 1978: Spreading Love

#### Al Hudson And The Partners
- 1979: Happy Feet

#### One Way Featuring Al Hudson
- 1979: One Way Featuring Al Hudson (primeiro álbum)
- 1980: One Way Featuring Al Hudson

#### One Way
- 1981: Love Is...One Way
- 1981: Fancy Dancer
- 1982: Who's Foolin' Who
- 1982: Wild Night
- 1983: Shine On Me
- 1984: Lady
- 1985: Wrap Your Body
- 1986: IX
- 1988: A New Beginning

### Coletâneas
- 1993: Cutie Pie
- 1995: Push
- 1996: The Best Of One Way: Featuring Al Hudson And Alicia Myers
- 2005: 20th Century Masters: Millennium Collection